# Elmlər Akademiyası
Elmlər Akademiyası – stacja na linii 2 bakijskiego metra, położona między stacjami Nizami i İnşaatçılar. Została otwarta 31 grudnia 1985.

## Opis
Elmlər Akademiyası została otwarta wraz z odcinkiem Nizami – Memar Əcəmi. Wyjście ze stacji prowadzi w pobliże budynku Azerbejdżańskiej Akademii Nauk.